# Eremazus unistriatus
Eremazus unistriatus är en skalbaggsart som beskrevs av Étienne Mulsant 1851. Eremazus unistriatus ingår i släktet Eremazus och familjen Aegialiidae. Inga underarter finns listade i Catalogue of Life.